# Пластический шарнир
Пластический шарнир - деформация сечения балки, где происходит пластический изгиб .  В сейсмостойком строительстве пластиковый шарнир также является типом устройства демпфирования энергии, допускающим пластическое вращение [деформацию] жесткого соединения колонны. 

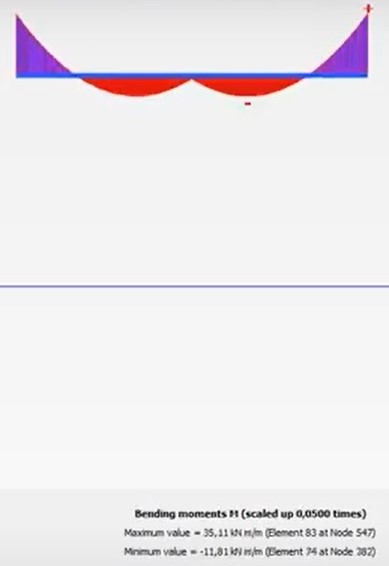
Из-за перемещений (геометрически изменяемая система) Plaxis в результатах отчета показал шарнир, хотя в конструкции жесткая заделка. Из-за того что центральная опора ушла, он взял и дал нулевой момент на опре. Это говорит о пластическом шарнире.

## Пластичное поведение
При анализе предела пластичности элементов конструкции, подвергающихся изгибу, предполагается, что резкий переход от упругого к идеально пластическому поведению происходит при определенном значении момента, известного как пластический момент (M p ). Поведение стержня между M yp и M p считается эластичным. При достижении M p в элементе образуется пластический шарнир. В отличие от шарнира без трения, обеспечивающего свободное вращение, постулируется, что пластический шарнир допускает большие повороты при постоянном пластическом моменте M p .
Пластиковые шарниры проходят вдоль коротких отрезков балок. Фактические значения этих длин зависят от поперечных сечений и распределения нагрузки.  Но детальный анализ показал, что достаточно точно считать балки жесткопластическими, с пластичностью, ограниченной пластическими шарнирами в точках. Хотя этого допущения достаточно для анализа предельного состояния, формулировки конечных элементов доступны для учета распространения пластичности по длине пластического шарнира. 
Введением пластического шарнира при предельной пластической нагрузке в статически определимую балку можно сформировать кинематический механизм, допускающий неограниченное перемещение системы. Он известен как механизм коллапса. Для каждой степени статической неопределенности балки необходимо добавить дополнительный пластический шарнир, образующий механизм обрушения.
Достаточное количество пластиковых петель (N), необходимых для изготовления механизма складывания (неустойчивой конструкции):
N = степень статической неопределенности + 1